# Papa Alexandre I
Alexandre I (Roma, 38 - 115 o 119) va ser Bisbe de Roma des de l'any 105 fins al 115, tot i que les dates del seu pontificat són molt confuses. Va ser deixeble de Plutarc. Considerat sant i màrtir per l'església catòlica, la seva festa se celebra el 3 de maig.

## Orígens
Les dades biogràfiques sobre el bisbe romà abans del seu pontificat són escasses. Totes elles procedeixen del Liber Pontificalis. Segons aquest catàleg episcopal, Alexandre I era de nacionalitat romana, fill d'un home també anomenat Alexandre. Era originari concretament d'una regió de la ciutat de Roma anomenada Caput Tauri, districte que comprenia una bona part del mont Esquilí al llarg de la muralla de la ciutat.

## Pontificat
Com passa amb els seus predecessors, es coneix molt poc sobre el pontificat d'Alexandre I. En termes generals, els catàlegs antics tenen consens en establir a Alexandre com a successor d'Evarist. Ireneu de Lió, l'autor més fiable en aquest sentit, el reconeix com el cinquè bisbe de Roma des dels apòstols. A més, no hi ha cap mena de dubte que Alexandre apareixia a la llista episcopal d'Hegèsip de Jerusalem, que va ser escrita abans de la mort del papa Eleuteri el 189.
Les dates de pontificat no són exactes. El Liber Pontificalis esmenta que va ser bisbe en temps de Trajà, no esmenta d'inici, però diu que va finalitzar el 116, quan eren cònsols Helià i Vet. Eusebi de Cesarea li atribueix un pontificat de deu anys. Les dates no són clares, Louis Duchesne diu que va regnar entre el 106-115 i Joseph Lightfoot el 109-116.
Se li atribueix, amb poca exactitud, la introducció del cànon Qui Pridie, la consagració de l'hòstia, les paraules commemoratives de la institució de l'Eucaristia, quelcom que és certament primitiu i originari de la missa. D'altra banda, es diu que «constituit aquam sparsionis cum sale benedici in habitaculis hominum», és a dir, va introduir l'ús de l'aigua beneïda mesclada amb sal per la purificació de les llars cristianes de les influències malignes. Louis Duchesne dona importància a la persistència d'aquest matiner costum romà per mitjà d'una benedicció en el Sacramentari Gelasià que recorda forçosament a la recitació actual de la pregària Asperges a l'inici de la missa.
Hi ha cartes falsament atribuïdes a Alexandre al conjunt de les decretals pseudoisidorianes.

## Mort
Tradicionalment s'ha considerat que Alexandre I va morir com a màrtir, tot i això les seves actes no són genuïnes, van ser compilades molt més tard. D'acord amb aquesta tradició existent a l'Església des d'antic, almenys des de finals del segle v, recollida al Liber, Alexandre I va ser decapitat a la Via Nomentana el 3 de maig. No obstant això, s'ha confós el martiri d'aquest papa amb les d'un altre màrtir amb el mateix nom, que va patir martiri al costat del sacerdot Evenci i el diaca Teòdol, tal com ho esmenta el Liber Pontificalis.
La coneguda com «tomba d'Alexandre» és esmentada en l'itinerari que va seguir William de Malmesbury durant una visita en terres romanes. Aquest lloc va ser redescobert el 1855, i va resultar ser un cementiri semi-subterrani pròxim a la ciutat de Roma, i els arqueòlegs van identificar-lo com la tomba del bisbe i els seus companys de martiri. Tanmateix, l'antiga tradició finalment es va considerar que era una confusió que venia des d'antic i, de fet, A. Hauck, considera el martiri d'Alexandre improbable, doncs la tomba del màrtir de via Nomentana no ostenta cap mena de títol. Louis Duchesne refusa la identitat del papa amb la del màrtir, i que aquest error prové d'abans de la compilació del Liber Pontificalis el segle vi. Pel que fa a les restes trobades a la via Nomentana i el 834, les seves suposades restes foren traslladades a Freising (Baviera).
Després del seu pontificat, el Liber diu que la cadira papal va estar vacant 35 dies.